# 榊原光裕
榊原 光裕（さかきばら みつひろ、1957年 - ）は、宮城県仙台市出身・在住のピアニスト・作曲家・編曲家である。「定禅寺ストリートジャズフェスティバル」の創始者の1人であり、すずめ踊りの現代化に尽力するなど、「楽都仙台」の立役者の1人である。また、JR東日本仙台駅の東北新幹線および在来線の発車メロディを作曲したことでも知られる。1996年（平成8年）「宮城県芸術選奨新人賞」受賞。
ピアニストとしても活動し、さとう宗幸や稲垣潤一など歌謡曲の歌手の伴奏や、ジャズ・ユニット「ハッピー・トコ」での演奏活動を行っている。

## 「楽都仙台」への寄与
榊原は「楽都仙台」に影響を与えた人物の一人である。著名な仕事としては以下のようなものがある。
1987年（昭和62年）、榊原はすずめ踊りを現代風にアレンジして『新・仙台すずめ踊り』を創作した。当初、この『新・仙台すずめ踊り』は仙台・青葉まつりの出し物の1つであったが、多数の市民が愛好するようになって仙台・青葉まつり以外でも踊られるようになり、仙台を代表する踊りとなった。
1991年（平成3年）、榊原の「本来音楽は野外でやるもの」という考えに基づき、定禅寺ストリートジャズフェスティバルが初開催された。同フェスは、「市民ボランティアが中心となって運営」「街が舞台装置」「無料」をキーワードとした都市音楽イベントで、その後、日本各地に同種の音楽祭を数多く生んだ。2011年（平成23年）、第21回目となった同フェスティバルにおいて、榊原は実行委員長を務めた。同年3月11日に発生した東北地方太平洋沖地震（東日本大震災）の影響で開催が危ぶまれたが例年通り開催され、開催両日とも震災発生時刻と同じ14:46に市内全45ステージで全演奏者が、鎮魂の意味を込めて一斉にA音を発し、多くの市民の思いを一つにするものとなった。

## 略歴

### 学生時代
| 歌手       | 生年   | デビュー年 |
| ---------- | ------ | ---------- |
| さとう宗幸 | 1949年 | 1978年     |
| 岩渕亮     | 1953年 | 1977年     |
| 稲垣潤一   | 1953年 | 1982年     |

1957年（昭和32年）、仙台市に生まれる。宮城県仙台第一高等学校（仙台市）在学中は吹奏楽部と合唱部に所属。1975年（昭和50年）に同校を卒業し、東北大学工学部精密機械工学科（仙台市）に進む。
高校から大学にかけての5年間、稲垣潤一らとバンドを組んで活動をしていた。また、NHK仙台放送局のラジオ番組「FMリクエストアワー」にも出演し、さとう宗幸や岩渕亮らと共演した。大学3年生の時にはさとうのデビューシングル『青葉城恋唄』（1978年（昭和53年）発売）にレコーディングピアニストとして参加。同曲は大ヒットした。
榊原は、東北大学卒業後にバークリー音楽大学（アメリカ合衆国・ボストン）へ留学。全課程を2年間で修了し、首席 (Summa cum Laudi) で卒業。現地で「オスカー・ピーターソン賞」を受賞した。

### 帰国後
帰国後の榊原は、さとうの曲の編曲、さとうや稲垣の伴奏、さらに様々なアーティストのCDへの参加を行う一方、「a pianist」と題してソロライブを行った。また、「さよならの日日」（1979年）および「ときめき海岸物語」（1984年）の映画音楽を作曲し、ラジオドラマやテレビの音楽を作曲している。ミュージカルや劇中音楽も多く作曲しており、代表作には交響詩SENDAI「杜/たゆとう時の音」（1986年）や「ビバ!支倉」（1993年）などがある。
1985年（昭和60年）には「ホンダクリオ宮城」および「白松がモナカ」の各々のテレビCMの音楽・映像制作を担当し、各々の作品で仙台広告大賞TV部門大賞を受賞した。1990年代には、さとうが司会をした仙台放送「スーパーSAT」のテーマ曲を担当し、また、ミヤギテレビのクロージング音楽に榊原が作曲・演奏をしている「水の彩」が採用され、長年親しまれた。
公共的な団体関連では、さとうが作曲し歌った「'87未来の東北博覧会」のテーマソング「まばゆい気分で」を編曲し、1988年（昭和63年）にJR仙台駅の発車メロディ作曲、1991年（平成3年）に「ひとめぼれ」イメージソング作曲、1992年（平成4年）に「みやぎ讃歌」作曲のほか、1994年（平成6年）の鳴子冬季国体や、1994年から2005年（平成17年）まで上演され、1998年（平成10年）には第2回ふるさとイベント大賞（大賞・自治大臣表彰）を受賞し日本一となった歌津町（現南三陸町）の小学生による創作ミュージカル『TATSUGANEの詩』・『潮騒のロンド』の舞台音楽、メインテーマ曲の作曲を担当し、2001年（平成13年）の新世紀・みやぎ国体および翔く・新世紀みやぎ大会の音楽作曲および演奏を行っている。2005年（平成17年）には宮城県角田高等学校および宮城県東松島高等学校の校歌も作曲した。

### 教員歴
- 1990年（平成2年）〜 宮城教育大学非常勤講師
- 2005年（平成17年）〜 聖和学園短期大学客員教授
- 2005年〜2007年 東北文化学園大学客員教授

### 官公庁の経歴
- 1995年（平成7年）・1996年（平成8年）　みやぎ新時代教育ビジョン策定委員
- 1999年（平成11年） - 2003年（平成15年）　仙台市教育委員